# Gough Whitlam
Edward Gough Whitlam (ur. 11 lipca 1916 w Melbourne, zm. 21 października 2014 w Sydney) – australijski prawnik, polityk, dwudziesty pierwszy premier Australii.

## Życiorys

### Młodość
Urodzony w Melbourne uczęszczał do szkół w Sydney (Knox Grammar School) i Canberra (Canberra Grammar School). Ojciec Whitlama był wysokim urzędnikiem państwowym (Australian Government Solicitor) specjalizującym się w kwestiach praw człowieka i miał bardzo duży wpływ na poglądy swojego syna. Przed wybuchem II wojny światowej Whitlam rozpoczął studia prawnicze, w czasie wojny służył jako nawigator w 13 Dywizjonie Royal Australia Air Force, po wojnie ukończył studia na Uniwersytecie w Sydney i w 1947 został przyjęty do Rady Adwokackiej Nowej Południowej Walii.
22 kwietnia 1942 ożenił się z Margaret Dovey, z którą miał czworo dzieci.

### Kariera polityczna

#### W opozycji
W 1945 wstąpił do Australijskiej Partii Pracy (ALP). W 1950 nieskutecznie kandydował w wyborach do parlamentu stanowego Nowej Południowej Walii, ale dwa lata później został wybrany do Izby Reprezentantów Australii w wyborach uzupełniających. Whitlam był znakomitym mówcą, znanym z elokwencji i poczucia humoru, był jednym z niewielu ówczesnych posłów ALP, którzy mogli się zmierzyć z liberalnym premierem Australii Robertem Menziesem.
W latach 50. i 60. polityka australijska zdominowana była przez partię Liberalną, Menzies sprawował funkcję premiera nieprzerwanie w latach 1949–1966, a po jego zejściu ze sceny politycznej w 1966 następny lider liberałów Harold Holt wygrał kolejne wybory parlamentarne. W tym czasie ALP była targana przez wewnętrzne spory i dopiero kiedy Whitlam został szefem partii w 1967 roku, partii udało się powrócić na scenę polityczną.
Whitlam przeprowadził szereg wewnętrznych reform partyjnych i w zdecydowany sposób zmienił image i politykę partii, pod jego kierownictwem ALP stała się bardzo progresywną, liberalną „partią środka” (wbrew swojej nazwie Australijska Partia Liberalna jest partią prawicową i konserwatywną), która po raz pierwszy zaczęła się cieszyć poparciem australijskiej klasy średniej. Whitlam był jednym z pierwszych australijskich polityków, którzy potrafili używać telewizji jako narzędzia do prowadzenia walki politycznej szczególnie po tajemniczej śmierci Holta w 1967 roku, kiedy szefami partii Liberalnej zostali na krótko John Gorton i William McMahon, a charyzma i styl Whitlama pozwalała górować mu nad jego przeciwnikami w debatach telewizyjnych.

#### Premier Australii
W 1972 pod kierownictwem Whitlama Partia Pracy wygrała pierwsze wybory parlamentarne od ponad 23 lat. Tradycyjnie w wyborach australijskich nowy rząd zostaje zaprzysiężony przez gubernatora generalnego dopiero po ogłoszeniu oficjalnych wyników, ale zanim ogłoszono oficjalne wyniki wyborów Whitlam i jego zastępca Lance Barnard zostali zaprzysiężeni jako dwuosobowy rząd.
Mimo że ALP miała całkowitą większość w Izbie Reprezentantów, Senat był podzielony pomiędzy 3 inne partie, przez co rząd Whitlama nie był w stanie przeprowadzić części planowanych reform (m.in. wprowadzenie powszechnego ubezpieczenia zdrowotnego, wprowadzenie bezpłatnego szkolnictwa wyższego i innych), które były blokowane w Senacie. Powtórne odrzucenie przez Senat sześciu ustaw stworzyło sytuację tzw. „double dissolution”, pozwalającą na natychmiastowe rozwiązania całego parlamentu i nowe wybory do jego obu izb, Whitlam nie zdecydował się jednak na takie rozwiązanie. Zamiast tego zaproponował jednemu z opozycyjnych senatorów Vince’owi Gairowi funkcję ambasadora w Irlandii, licząc na to, że w wyborach uzupełniających zwycięży kandydat laburzystowski, zapewniając tej partii potrzebną przewagę w Senacie. Manewr Whitlama nie powiódł się, a „Gair affair” została przyjęta w Australii bardzo negatywnie.
W 1975 w wyniku kryzysu konstytucyjnego Whitlam został zdymisjonowany z funkcji premiera przez Gubernatora Generalnego Johna Kerra. Z tego okresu pochodzi najbardziej znany bon mot australijskiej polityki, po otrzymaniu wiadomości o tym, że jego rząd został zdymisjonowany, Whitlam, stojąc na schodach Old Parliament House w Canberze, powiedział: „Ladies and gentlemen, well may we say 'God Save the Queen’, because nothing will save the Governor-General.” (Panie i panowie, powiedzmy „Boże chroń królową”, bo nic nie jest już w stanie uchronić Gubernatora Generalnego).

### Późniejsze życie
Whitlam kierował ALP do 1977 roku, kiedy to zastąpił go Bill Hayden. W 1978 zrezygnował z mandatu parlamentarnego, po czym przez kilka lat pracował na różnych uczelniach. W latach 1983–1986 był stałym przedstawicielem Australii przy UNESCO w Paryżu. W późniejszych latach pozostał znanym działaczem społecznym, zaangażowanym w takie kwestie jak rozwój stosunków australijsko-chińskich czy kandydatura Sydney na gospodarza igrzysk olimpijskich w 2000 roku. W czasie kampanii przedreferendalnej w 1999 był zdecydowanym zwolennikiem wprowadzenia w Australii republiki.
Od 2007 przebywał w domu opieki dla osób starszych, choć nawet stamtąd, dopóki tylko zdrowie pozwalało, regularnie odwiedzał swoje biuro. W 2009 przekroczył wiek, w którym zmarł Frank Forde, tym samym stając się najdłużej żyjącym byłym premierem Australii w historii.

### Śmierć i uroczystości żałobne

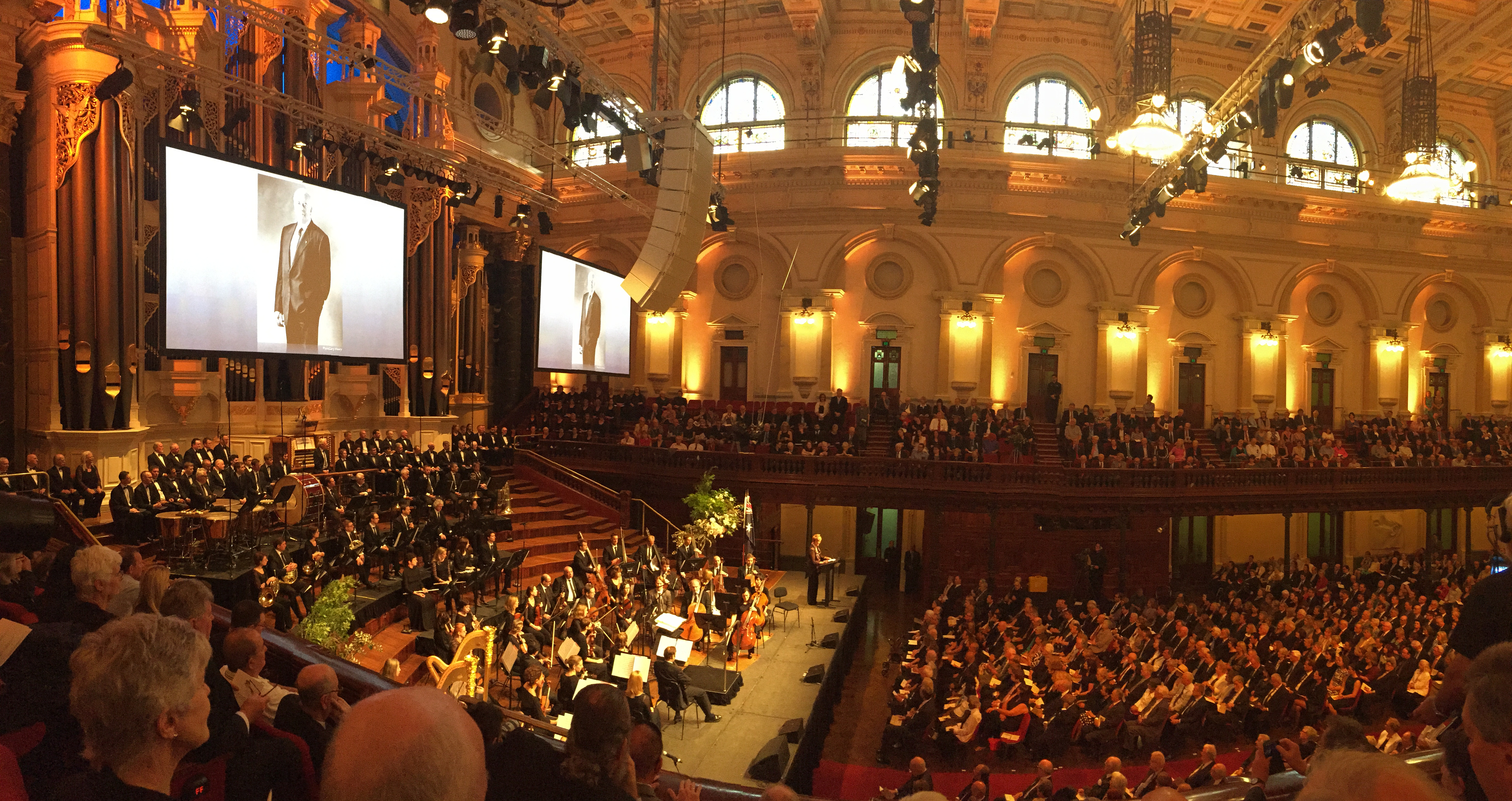
Uroczystość żałobna w ratuszu w Sydney

Whitlam zmarł nad ranem w dniu 21 października 2014 roku, w wieku 98 lat. Jego ciało zostało skremowane, zaś związana z tym uroczystość miała, na życzenie rodziny, charakter ściśle prywatny. 5 listopada 2014 w ratuszu w Sydney odbyły się oficjalne, publiczne uroczystości żałobne. Zgodnie z życzeniem samego Whitlama, ważną część stanowiły wykonania utworów muzyki klasycznej, które wybrał sam zmarły. W ceremonii wzięli udział m.in. wszyscy żyjący byli premierzy Australii, a także aktualne najwyższe władze państwowe.

## Upamiętnienie
Jego nazwiskiem nazwano okręg wyborczy w Nowej Południowej Walii.